# Samsung Galaxy A50
El Samsung Galaxy A50 es un teléfono inteligente de gama media fabricado y distribuido por Samsung Electronics. Viene con Android Pie y One UI 1.0, 2 versiones de almacenamiento, 64 y 128 GB, y una batería de 4000 mAh con carga rápida de 15w.

## Especificaciones

### Hardware
El Samsung Galaxy A50 tiene una pantalla Super AMOLED de 6.4 "(2340 x 1080 (FHD+)). Está alimentado por un procesador Exynos Octa-Core, 2300 MHz, 64 bits de 10 nm y una tarjeta gráfica Mali-G72 MP3. Viene con 4 GB de RAM y 64 o 128 GB de almacenamiento interno, que se puede ampliar mediante tarjeta MicroSD , hasta 512 GB. El teléfono en sí mide 158,5 x 74,7 x 7,7 mm. Viene con una batería de 4000 mAh con carga rápida de 15w.

### Cámara
El Samsung Galaxy A50 viene con cámara triple trasera que consta de una cámara de 25MP, una cámara ultra gran angular de 8MP y una cámara con sensor de profundidad de 5MP. El hardware es capaz de reproducir video 4K, pero no es accesible mediante el uso de la aplicación de cámara Samsung. Se puede acceder mediante aplicaciones de terceros.

### Software
Este dispositivo se ejecuta con Android Pie con la interfaz One UI. Sus características incluyen Bixby, Google Assistant y Samsung Pay (Variante F). Es actualizable a Android 11 bajo One UI 3.1.

## Problemas conocidos
Los cambios que hace Samsung al núcleo del sistema operativo hacen que sea menos seguro según Google.